# Escal-Vigor

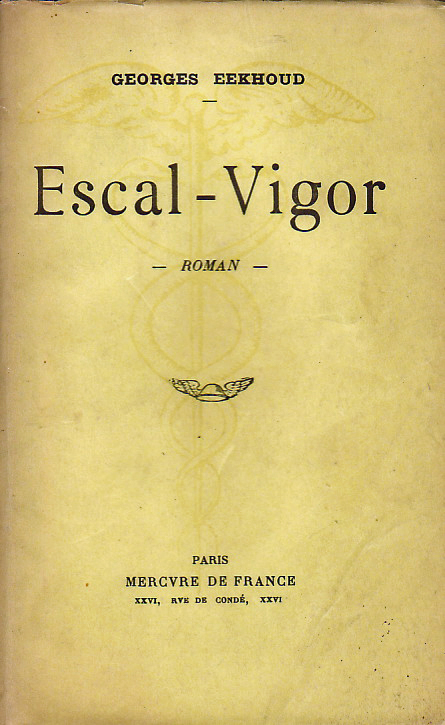
Frontis de la 12a edició de 1930 per l'editorial Mercure de France

Escal-Vigor és una novel·la de Georges Eekhoud, un escriptor belga d'origen anversès que va escriure en francès. Es va publicar el 1899 a París mitjançant l'editorial Mercure de France. La novel·la va ser una de les primeres d'època contemporània en la literatura en la qual hi ha una sortida de l'armari, una declaració explícita i unívoca de l'amor d'un home per un home.
La novel·la va suscitar polèmica i, el 1900, arran d'una intriga catòlica, van portar-la davant la cort de Bruges sota el pretext de delicte de premsa. Al capdavall, però, els jurats van absoldre-la.

## Resum
El títol és el nom del castell del comte el nom del qual al·ludeix a les parades dels marins i la força masculina vigor. També, forma un anagrama gairebé perfecte d'Oscar Wilde.

### Protagonistes
- Henry de Kehlmark, dykgrave o comte del dics de l'illa de Smaragdis
- Blandine, la seva administradora i confident, amant del comte
- Michel Govaertz, terratinent i burgmestre
- Claudie: filla de Michel Govaertz, pretendent del comte
- Guidon: fill de Michel Govaertz i amant de Henry
- Dom Balthus Bomberg, pastor protestant
- Thibaut Landrillon, domèstic dels Kehlmark, amant de Blandine

### Argument
La novel·la conta la història d'amor del dykgrave (comte del dic) d'una illa imaginària al delta de l'Escalda, Henry de Kehlmar(c)k, descendent d'una línia de nobles d'origen viquínga, i Guidon Govaertz, fill del masover Michel Govaertz, que esperava que el comte es casés amb la seva filla. Des de l'inici de la història, s'entra en conflicte amb el ministre del culte cristià Balthus Bomberg, perquè convida a la festa no sols els nobles del seu feu, sinó també la gent del poble.

#### Lasortida de l'armari
En una discussió en què Blandine reprotxa al comte de Kehlmark el seu afecte pel jove Guidon i explica el risc que ell corre davant del pastor Bomberg, exhibeix el seu vitalisme contrari a l'esperit de mortificació del cristianisme.
- Kehlmark: Ah, voleu separar-me d'aquest noi! […] Veuràs com em deslligaré d'ell. […] D'ara endavant, Guidon no em deixarà més, s'estarà al castell permanentment…
- Blandine: Comte, pateixo tant que podria fer-vos mal sense voler-ho. Hi ha moments en què penso que em torno boja, que no responc de mi mateixa.
- Kehlmark: I jo, doncs, no puc més. Ho has volgut, m'has forçat enllà dels meus extrems. Et vaig estalviar, em vaig atermenar a patir tot sol. […] T'he amagat el meu secret, infeliç Blandine, […] volies saber, ara sabràs tot, d'ara endavant no t'amagaré res més. […] La teva gelosia era justificada: es tracta d'amor, de l'amor més absolut de mi per en Guidon. Estimo Guidon, l'adoro.
- Blandine: Oh, Henry, pietat. Menteixes, no és possible que t'hagis envilit tant…
- Kehlmark: Envilir-me? Me n'he enorgullit, ans al contrari![4]

[…]
- Kehlmark: Saps, Blandine, d'ara endavant, no tindré més retinguda humana i pudor covard. El moment arribarà quan declararé la meva raó de ser al món sencer. És l'hora. El meu infern ha durat massa. Ja havia començat a la meva pubertat.[…] ja preferia el galls a les gallines, els tigres i els lleons sempre em pareixien més macos que les tigresses i les lleones, però callava i dissimulava les meves preferències. Vaig assajar-ho tot i imposar-me el sentit oposat.[…] Després la injustícia, la iniquitat del meu destí va reconciliar-me amb mi mateix. He arribat a acceptar la meva pròpia consciència. Conscient de la meva honradesa, vaig insurgir-me contra l'orientació amorosa de la majoria.[…] Tanmateix, la meva vida exterior continuava sent una coerció, una dissimulació perpètua. Vaig aconseguir, amb l'esforç d'una disciplina impia, dominar la mentida. Tanmateix, el meu caràcter dret i probe va oposar-se a aquesta impostura.[5]

#### Continuació
Claudie, el pastor Bomberg i Landrillon comencen a intrigar, cada u per motius diversos, contra el comte. Amb ocasió de la festa major del poble, i després de libacions riques de cervesa, els pobletans, excitats per Bomberg i Claudie, creen un aldarull en què lapiden primer Guidon i després Kehlmark. Els seus fidels, de sobte desembriagats, porten els dos cossos agonitzants al castell, en una escena digna d'una òpera «Els seus [=Kehlmark] llavis tornaren a abraçar els llavis del noi, tan desitjosos i enyorants dels seus. Guidon i Henry confongueren els seus darrers alens en un petó suprem. Blandine tancà els ulls a ambdós.»

## Adaptacions
- Jacob Israël de Haan, Libertijnse Liederen (en català: Cançons llibertines), Escal-Vigor[7]
- Hugo Claus, Escal-Vigor, escenari d'un film de 1995 mai no realitzat, publicat el 2002.[8]